# Festival tradicijskog pjevanja
Festival tradicijskog pjevanja, glazbena manifestacija Hrvata iz Vojvodine. Organizira ju HKC Bunjevačko kolo. Održava se svake godine. Prvo je izdanje bilo 2018. godine. Na festivalu sudjeluju amaterske vokalne skupine.
Na drugom izdanju sudjelovalo je 13 amaterskih pjevačkih skupina iz Hrvatske i Srbije: iz Starog Topolja, Bukovlja, Đakova, Vinkovaca, Ivanovaca, Sv. Đurađa, Podravske Moslavine, Novog Sada, Bečeja, Banatskog Karađorđeva i Aleksandrova, Kikinde i Subotice. Nastupe je ocijeilo tročlano sudačko povjerenstvo u Ivica Ivanković (Zagreb), Kristinja Planjanin Simić (Novi Sad), Tamara Štricki Seg (Subotica). Održao se je 26. listopada 2019. Velikoj dvorani HKC Bunjevačko kolo, Preradovićeva 4, Subotica.
Treće izdanje održano je 17. listopada 2020. godine u Velikoj dvorani HKC Bunjevačko kolo, Preradovićeva 4, Subotica.

## Vanjske poveznice
- 1. Festival tradicijskog pjevanja Službene stranice HKC Bunjevačkog kola na Facebooku. Objavljeno 12. studenoga 2018.